# بينوا باشليت
بينوا باشليت (بالفرنسية: Benoît Bachelet)‏ هو لاعب هوكي الجليد فرنسي، ولد في 6 نوفمبر 1974 في غب بروانس آلب كوت دازور في فرنسا.

## وصلات خارجية
- بينوا باشليت على موقع EliteProspects.com (الإنجليزية)
- بينوا باشليت على موقع Eurohockey.com (الإنجليزية)
- بينوا باشليت على موقع أوليمبيديا (الإنجليزية)